# Rassemblement National Démocratique
Het Rassemblement National Démocratique (Arabisch: التجمع الوطني الديمقراطي, at-Tadschammuʿ al-Waṭanī ad-Dīmuqrāṭī; Nederlands: Nationaal-Democratische Vergadering), is een politieke partij in Algerije. De partij is van liberale signatuur en werd op 21 februari 1997 opgericht. De partij streeft een verdere liberalisering van de economie na, onder meer door het privatiseren van de staatsbedrijven. De RND maakt deel uit van de coalitieregeringen die gedomineerd worden door het Front de libération nationale (FLN).
De leider van de partij is Ahmed Ouyahia, die meermaals premier is geweest, laatstelijk van 2017 tot 2019. Hij leidt de partij al sinds de oprichting in 1997.
In de regel steunt de partij - samen met de islamitische Mouvement de la société pour la paix (MSP) - bij de presidentsverkiezingen de kandidatuur van het FLN. Zo steunde de RND in 2004, 2009 en 2014 Abdelaziz Bouteflika. In 2019 was medeoprichter van de RND Abdelkader Bensalah enige tijd waarnemend staatshoofd na het gedwongen aftreden van Bouteflika. Bij de presidentsverkiezingen dat jaar steunde de RND de kandidatuur van Azzedine Mihoubi, die 617.735 stemmen (7,29%) kreeg.
| Zetelverdeling | Zetelverdeling | Zetelverdeling | Zetelverdeling |
| jaar           | %              | zetels         | totaal         |
| -------------- | -------------- | -------------- | -------------- |
| 1997           | 33,7           | 156            | 380            |
| 2002           | 8,2            | 47             | 389            |
| 2007           | 10,3           | 61             | 389            |
| 2012           | 6,8            | 68             | 462            |
| 2017           | 14,9           | 97             | 462            |